# Film School Rejects
Film School Rejects是美国博客，致力于电影评论、采访、电影行业新闻和专题评论，由尼尔·米勒（Neil Miller）于2006年2月创立。
该网站被《Total Film》杂志提名为最佳新闻博客，并被《MovieMaker》杂志评为电影制作人的50个最佳博客之一。其每周播客拒绝电台（Reject Radio）被Movies.com评为影迷最佳播客第四名。
电影学校拒绝及其投稿人已被地区和国家媒体机构（如纽约时报、 CNN 、洛杉磯時報、 Mashable和美国公共传媒）报道和引用。该网站的愚人节恶作剧已被MTV和《Fandango》 报导。